# Congouropoda johnstoni
Congouropoda johnstoni es una especie de arácnido del orden Mesostigmata de la familia Uropodidae.

## Distribución geográfica
Se encuentra en el Congo.